# Steinbruch Fachingen
Koordinaten: 50° 21′ 59″ N, 7° 59′ 28″ O

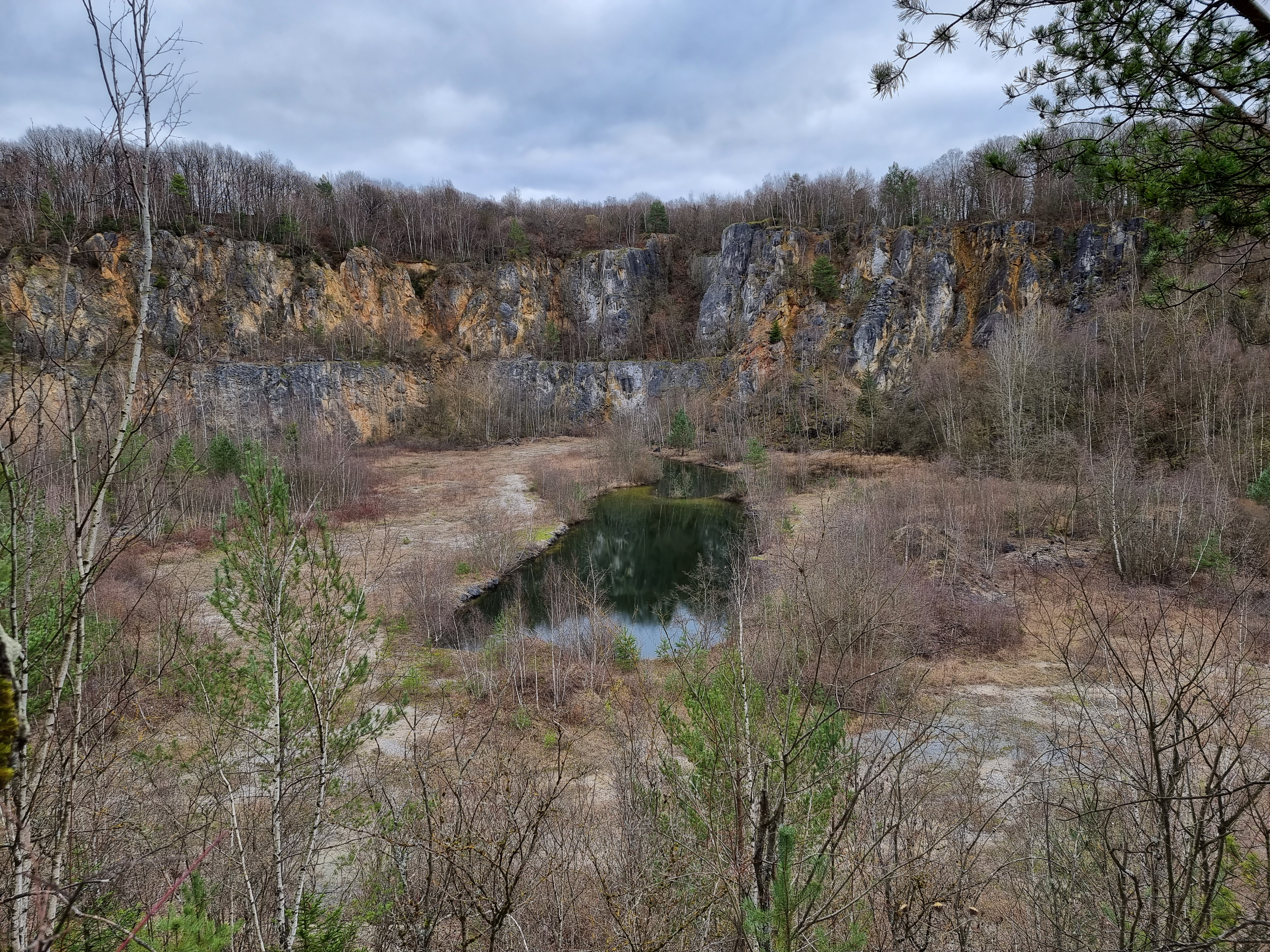
Ehemaliger Kalksteinbruch Fachingen

Das Naturschutzgebiet Steinbruch Fachingen liegt auf der Gemarkung der Ortsgemeinde Birlenbach im Rhein-Lahn-Kreis in Rheinland-Pfalz. Das 11,74 ha große Gebiet, das mit Verordnung vom 12. Juni 1984 unter Naturschutz gestellt wurde, erstreckt sich zwischen der nördlich fließenden Lahn und dem Fachinger Weg (= K 31) im Süden. Bei dem Gebiet handelt es sich um einen aufgelassenen Kalkstein-Steinbruch mit Wasserflächen. Der Steinbruch mit Verladeanlage zur Lahn war in Betrieb von 1878 bis 1971.

## Weblinks

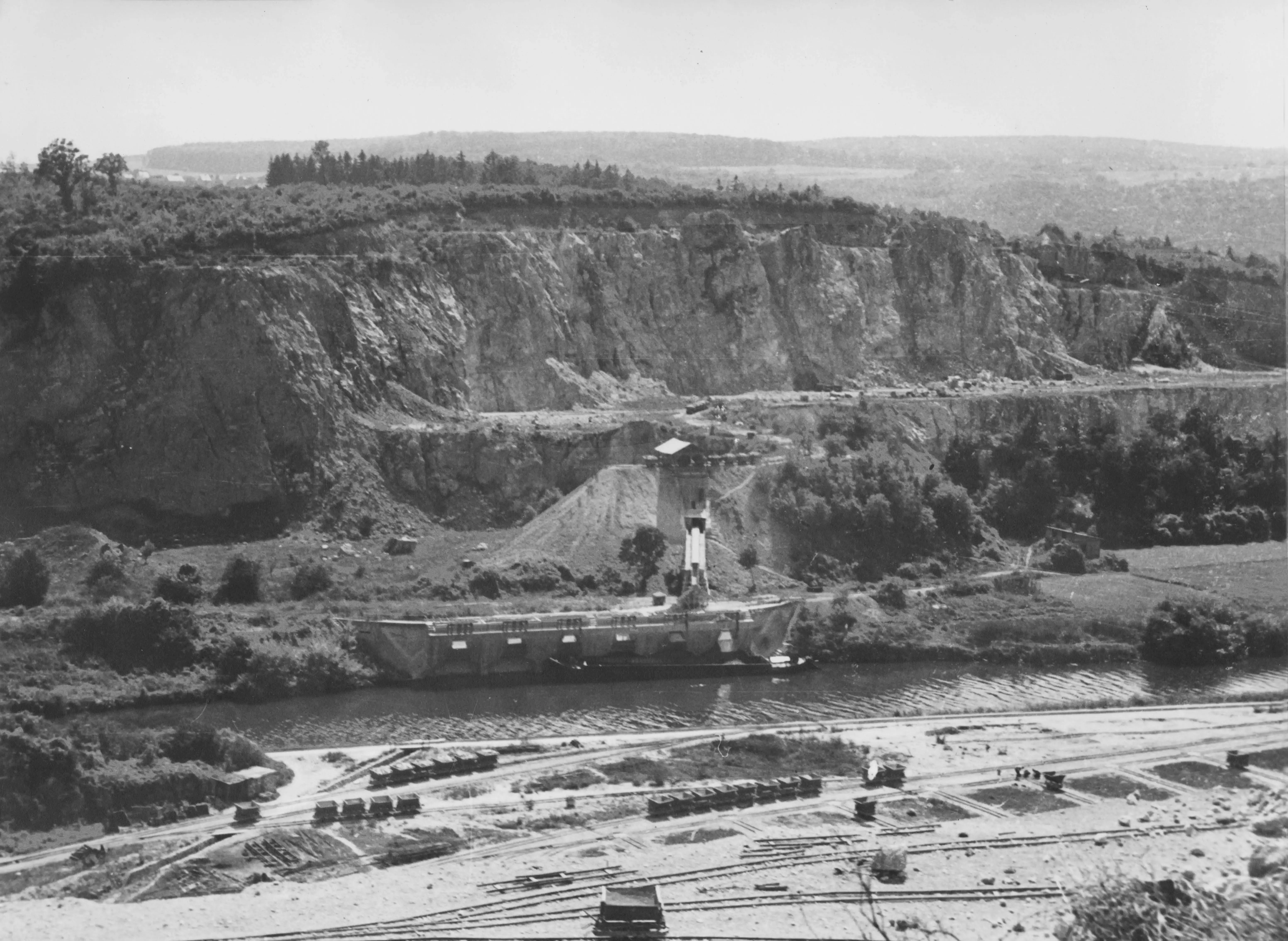
Der Steinbruch um 1960